# Gehakkelde spanner
De gehakkelde spanner (Ennomos erosaria) is een nachtvlinder uit de familie van de Geometridae, de spanners. De vlinder heeft een voorvleugellengte van 17 tot 21 millimeter. De soort overwintert als ei.

## Waardplant
De gehakkelde spanner heeft diverse loofbomen als waardplanten.

## Voorkomen in Nederland en België
De gehakkelde spanner is in Nederland en België een zeldame soort, die verspreid over het hele gebied kan worden waargenomen. De vliegtijd is van eind juni tot halverwege oktober in één generatie.